# NBA Most Improved Player Award
De NBA Most Improved Player Award is een jaarlijkse prijs die wordt uitgereikt door de National Basketball Association (NBA) aan de speler die het meest verbeterd is in het afgelopen seizoen. De prijs wordt uitgereikt sinds het seizoen 1985/86 door journalisten uit de Verenigde Staten en Canada. Elke journalist dient een top drie in en de speler met de meeste punten wint de prijs.

## Erelijst
| Seizoen | Speler                | Positie        | Nationaliteit    | Club                   |
| ------- | --------------------- | -------------- | ---------------- | ---------------------- |
| 1985/86 | Alvin Robertson       | Guard          | Verenigde Staten | San Antonio Spurs      |
| 1986/87 | Dale Ellis            | Guard/Forward  | Verenigde Staten | Seattle SuperSonics    |
| 1987/88 | Kevin Duckworth       | Center         | Verenigde Staten | Portland Trail Blazers |
| 1988/89 | Kevin Johnson         | Guard          | Verenigde Staten | Phoenix Suns           |
| 1989/90 | Rony Seikaly          | Center         | Verenigde Staten | Miami Heat             |
| 1990/91 | Scott Skiles          | Guard          | Verenigde Staten | Orlando Magic          |
| 1991/92 | Pervis Ellison        | Center/Forward | Verenigde Staten | Washington Bullets     |
| 1992/93 | Chris Jackson         | Guard          | Verenigde Staten | Denver Nuggets         |
| 1993/94 | Don MacLean           | Forward        | Verenigde Staten | Washington Bullets     |
| 1994/95 | Dana Barros           | Guard          | Verenigde Staten | Philadelphia 76ers     |
| 1995/96 | Gheorghe Mureșan      | Center         | Roemenië         | Washington Bullets     |
| 1996/97 | Isaac Austin          | Center         | Verenigde Staten | Miami Heat             |
| 1997/98 | Alan Henderson        | Forward        | Verenigde Staten | Atlanta Hawks          |
| 1998/99 | Darrell Armstrong     | Guard          | Verenigde Staten | Orlando Magic          |
| 1999/00 | Jalen Rose            | Guard/Forward  | Verenigde Staten | Indiana Pacers         |
| 2000/01 | Tracy McGrady         | Guard/Forward  | Verenigde Staten | Orlando Magic          |
| 2001/02 | Jermaine O'Neal       | Forward/Center | Verenigde Staten | Indiana Pacers         |
| 2002/03 | Gilbert Arenas        | Guard          | Verenigde Staten | Golden State Warriors  |
| 2003/04 | Zach Randolph         | Forward        | Verenigde Staten | Portland Trail Blazers |
| 2004/05 | Bobby Simmons         | Guard/Forward  | Verenigde Staten | Los Angeles Clippers   |
| 2005/06 | Boris Diaw            | Forward        | Frankrijk        | Phoenix Suns           |
| 2006/07 | Monta Ellis           | Guard          | Verenigde Staten | Golden State Warriors  |
| 2007/08 | Hedo Türkoğlu         | Forward        | Turkije          | Orlando Magic          |
| 2008/09 | Danny Granger         | Forward        | Verenigde Staten | Indiana Pacers         |
| 2009/10 | Aaron Brooks          | Guard          | Verenigde Staten | Houston Rockets        |
| 2010/11 | Kevin Love            | Forward/Center | Verenigde Staten | Minnesota Timberwolves |
| 2011/12 | Ryan Anderson         | Forward        | Verenigde Staten | Orlando Magic          |
| 2012/13 | Paul George           | Forward        | Verenigde Staten | Indiana Pacers         |
| 2013/14 | Goran Dragić          | Guard          | Slovenië         | Phoenix Suns           |
| 2014/15 | Jimmy Butler          | Guard/Forward  | Verenigde Staten | Chicago Bulls          |
| 2015/16 | CJ McCollum           | Guard          | Verenigde Staten | Portland Trail Blazers |
| 2016/17 | Giannis Antetokounmpo | Forward        | Griekenland      | Milwaukee Bucks        |
| 2017/18 | Victor Oladipo        | Guard          | Verenigde Staten | Indiana Pacers         |
| 2018/19 | Pascal Siakam         | Forward        | Kameroen         | Toronto Raptors        |
| 2019/20 | Brandon Ingram        | Forward        | Verenigde Staten | New Orleans Pelicans   |
| 2020/21 | Julius Randle         | Forward/Center | Verenigde Staten | New York Knicks        |
| 2021/22 | Ja Morant             | Guard          | Verenigde Staten | Memphis Grizzlies      |
| 2022/23 | Lauri Markkanen       | Forward        | Finland          | Utah Jazz              |
| 2023/24 | Tyrese Maxey          | Guard          | Verenigde Staten | Philadelphia 76ers     |
| 2024/25 | Dyson Daniels         | Guard          | Verenigde Staten | Atlanta Hawks          |

## Winnaars per club
| Aantal | Ploeg                  | Jaar                         |
| ------ | ---------------------- | ---------------------------- |
| 5      | Indiana Pacers         | 2000, 2002, 2009, 2013, 2018 |
| 5      | Orlando Magic          | 1991, 1999, 2001, 2008, 2012 |
| 3      | Washington Bullets     | 1992, 1994, 1996             |
| 3      | Phoenix Suns           | 1989, 2006, 2014             |
| 3      | Portland Trail Blazers | 1988, 2004, 2016             |
| 2      | Miami Heat             | 1990, 1997                   |
| 2      | Golden State Warriors  | 2003, 2007                   |
| 2      | Philadelphia 76ers     | 1995, 2024                   |
| 2      | Atlanta Hawks          | 1998, 2025                   |
| 1      | San Antonio Spurs      | 1986                         |
| 1      | Seattle SuperSonics    | 1987                         |
| 1      | Denver Nuggets         | 1993                         |
| 1      | Los Angeles Clippers   | 2005                         |
| 1      | Houston Rockets        | 2010                         |
| 1      | Minnesota Timberwolves | 2011                         |
| 1      | Chicago Bulls          | 2015                         |
| 1      | Milwaukee Bucks        | 2017                         |
| 1      | Toronto Raptors        | 2019                         |
| 1      | New Orleans Pelicans   | 2020                         |
| 1      | New York Knicks        | 2021                         |
| 1      | Memphis Grizzlies      | 2022                         |
| 1      | Utah Jazz              | 2023                         |